# Otto Rothe
Otto Rothe (* 6. November 1924 in Samonienen, Ostpreußen; † 9. Januar 1970 in Bad Reichenhall) war ein deutscher Military-Reiter.

## Leben
Rothes Vater Karl Rothe war nach dem Ersten Weltkrieg erfolgreicher Turnier- und Rennreiter. Seine Mutter Marie-Luise („Liesel“) war eine Tochter des Berliner Gynäkologen Walter Stoeckel. Der Großvater Rothe hatte die Arztpraxis in Berlin aufgegeben und sich in Tollmingkehmen der Landwirtschaft und Pferdezucht gewidmet. Otto Rothe wuchs mit sieben Geschwistern auf. Ein Bruder ist der Slawist Hans Rothe.
In der Mannschaftswertung des Vielseitigkeitsreitens gewann Otto Rothe bei den Olympischen Sommerspielen 1952 und den Olympischen Sommerspielen 1956 die Silbermedaille. 1952 ritt er Trux von Kamax; mit Wilhelm Büsing und Klaus Wagner hatte die Equipe knapp 14 Punkte Rückstand auf die siegreichen Schweden. 1956 ritt August Lütke-Westhues Trux von Kamax. Otto Rothe auf Sissi und Klaus Wagner auf Prinzeß komplettierten die Equipe, die 120 Punkte Rückstand auf die siegreichen Briten hatte. Für seine sportlichen Leistungen erhielt Rothe am 27. Oktober 1952 das Silberne Lorbeerblatt. Als Oberstabsveterinär der 1. Gebirgsdivision (Bundeswehr) erlitt er bei einer Dienstfahrt tödliche Verletzungen. Beerdigt wurde er in Niederaudorf, Landkreis Rosenheim. Die deutsche Reiterei war durch Kurt Capellmann und Rothes Equipekameraden von Stockholm und Helsinki vertreten.
Rothe war Sammler von Büchern zur Pferdezucht, insbesondere der heimatlichen Trakehner. Seine Sammlung befindet sich heute im Bestand des Deutschen Pferdemuseums in Verden. Nach ihm ist in Trudering-Riem die Otto-Rothe-Straße benannt.